# De zoon van Artan
De zoon van Artan is een historische fictiereeks over de kasteeljongen Wolf die na het verdwijnen van zijn vader Artan samen met Friso en Cara wraak wil gaan nemen op de draak die zijn vader gedood heeft. Klaus Verscheure bedacht en regisseerde de reeks. De opnames vielen in de zomer van 2015 en de reeks ging in première op Ketnet gedurende de kerstvakantie van 2015. De reeks werd geproduceerd door Cine3, Danse La Pluie en Bijker Film & TV. 
Het verhaal speelt zich af in 1366. Er werd gefilmd op heel wat authentieke, middeleeuwse locaties zoals Bokrijk, Eindhoven Museum, het kasteel van Corroy-le-Château, het Muziekbos, het Gravensteen, een crypte in Kortrijk en mergelgroeve De Coolen.
Bij de reeks is ook een titelsong gemaakt, geschreven door Tom McRae en Wannes Cappelle en ingezongen door hoofdrolspelers Lander Severins en Margot Baars.

## Rolverdeling
| Acteur               | Personage |
| -------------------- | --------- |
| Lander Severins      | Wolf      |
| Margot Baars         | Cara      |
| Ferre Vuye           | Friso     |
| Amber De Zitter      | Linde     |
| Louis Talpe          | Artan     |
| Elvira Out           | Winne     |
| Geert Van Rampelberg | Sieg      |
| Kim Hertogs          | Rune      |
| Stefaan Degand       | Balthasar |
| Ernst ter Linden     | Radbout   |
| Kobe Van Herwegen    | Ingmar    |
| Vincenzo De Jonghe   | Gregor    |
| Marc Lauwrys         | Arnout    |
| Robby Cleiren        | Diederik  |
| Kris Cuppens         | Gwijde    |
| Wannes Cappelle      | Joris     |
| Rudy Morren          | Toon      |
| Emily Hengeveld      | Flore     |
| Ron De Rauw          | Ludovico  |
| Maarten Bosmans      | Gregorius |

## Afleveringen
1. De verdwijning van Artan
2. Het geheim van de bosgeest
3. Het verbond der drakendoders
4. De bosheks
5. De toren van de zwarte magiër
6. De drakenmeester
7. Sieg slaat terug
8. Voor Artan

## Trivia
- De acteurs kregen speciaal voor deze reeks lessen in zwaardvechten, paardrijden en pijl- en boogschieten.
- Voorafgaand aan de uitzending van de serie zond Ketnet een making-of uit. Hierin was te zien hoe de jonge acteurs opgeleid werden op een bootcamp, alsook hoe de opnames verliepen achter de schermen.
- Uitgeverij Lannoo bracht het boek "De zoon van Artan - Het geheim van de draak", geschreven door Guido Kees, uit in het voorjaar van 2016. Het boek vertelt het verhaal van de serie.